# Episodi di Sugarfoot (terza stagione)
La terza stagione della serie televisiva Sugarfoot è andata in onda negli Stati Uniti dal 15 settembre 1959 al 7 giugno 1960 sulla ABC.
| nº | Titolo originale        | Prima TV USA      |
| -- | ----------------------- | ----------------- |
| 1  | Trial of the Canary Kid | 15 settembre 1959 |
| 2  | The Wild Bunch          | 29 settembre 1959 |
| 3  | MacBrewster the Bold    | 13 ottobre 1959   |
| 4  | The Gitanos             | 27 ottobre 1959   |
| 5  | The Canary Kid, Inc.    | 10 novembre 1959  |
| 6  | Outlaw Island           | 24 novembre 1959  |
| 7  | Apollo with a Gun       | 8 dicembre 1959   |
| 8  | The Gaucho              | 22 dicembre 1959  |
| 9  | Journey to Provision    | 5 gennaio 1960    |
| 10 | The Highbinder          | 19 gennaio 1960   |
| 11 | Wolfpack                | 2 febbraio 1960   |
| 12 | Fernando                | 16 febbraio 1960  |
| 13 | Blackwater Swamp        | 1º marzo 1960     |
| 14 | Return to Boot Hill     | 15 marzo 1960     |
| 15 | Vinegarroon             | 29 marzo 1960     |
| 16 | The Corsican            | 12 aprile 1960    |
| 17 | Blue Bonnet Stray       | 26 aprile 1960    |
| 18 | The Long Dry            | 10 maggio 1960    |
| 19 | Funeral at Forty Mile   | 24 maggio 1960    |
| 20 | The Captive Locomotive  | 7 giugno 1960     |

## Trial of the Canary Kid
- Diretto da: Montgomery Pittman
- Soggetto di: Montgomery Pittman

### Trama
- Guest star: Saundra Edwards (Prudence), Will Hutchins (The Canary Kid), Sammy Jackson (Sammy), Adam West (Doc Holliday), Peter Brown (Johnny McKay), Ty Hardin (Bronco Layne), Wayde Preston (Chris Colt), Olan Soule (giudice Mason), Frances Bavier (Zia Nancy Thomas), Lisa Gaye (Mrs. Hoyt), Don 'Red' Barry (Arkansas Ferguson), Gordon Jones (sceriffo), John Hubbard (pubblico ministero Lee)

## The Wild Bunch
- Diretto da: Leslie Goodwins
- Scritto da: Dean Riesner

### Trama
- Guest star: Alan Brennan, Mark Douglas, Dean Stuart, Frank Albertson, Ray Danton (Duke McGann), Morris Ankrum (John Savage), Murvyn Vye (Mike Phelan), Troy Donahue (Ken Savage), Connie Stevens (Jenny Markham)

## MacBrewster the Bold
- Diretto da: Leslie Goodwins
- Scritto da: Dean Riesner

### Trama
- Guest star: Myron Healey (Ben Cadigan), Alan Caillou (Rabbie MacBrewster), Tudor Owen (Angus MacBrewster), Robin Hughes (Dougal MacBrewster)

## The Gitanos
- Diretto da: Leslie Goodwins
- Scritto da: Edmund Morris

### Trama
- Guest star: Suzanne Lloyd (Gaya), Henry Lascoe (Bulu), H. M. Wynant (Szaba), Bing Russell (Gibson)

## The Canary Kid, Inc.
- Diretto da: Leslie Goodwins
- Scritto da: Sam Roeca

### Trama
- Guest star: Don 'Red' Barry (Arkansas Ferguson), Fredd Wayne (Borgland), Jack Mather (Jennings), Wayde Preston (Chris Colt), Will Hutchins (The Canary Kid)

## Outlaw Island
- Diretto da: Reginald Le Borg
- Scritto da: Lowell Barrington

### Trama
- Guest star: Paul Fierro (Miguel), Martin Garralaga (Pedro), Francis DeSales (Warren), Jon Lormer (Doc), William Bryant (Chris Van Ralt), Robert Bray (Gill), Henry Lascoe (Montes), Lisa Montell (Carmencia), Gerald Mohr (Baron), Merry Anders (Sally Ormand)

## Apollo with a Gun
- Diretto da: Robert Altman
- Scritto da: Warren Douglas

### Trama
- Guest star: Frank Nechero (barista), Eric Sinclair (Roger Gillis), Billy M. Greene (Toby), Ken Clark (Benicia Boy Heenan), Clinton Sundberg (David Pickering), Joe Sawyer (Sam Brown), Mari Blanchard (Adah Isaacs Mencken)

## The Gaucho
- Diretto da: Paul Guilfoyle
- Scritto da: Edmund Morris

### Trama
- Guest star: Carlos Rivas (Curro Santiago), Lori Nelson (Ellen Conway), Richard Rust (Kirby Conway)

## Journey to Provision
- Diretto da: James V. Kern
- Scritto da: Edmund Morris

### Trama
- Guest star: Malcolm Atterbury (Abel), Erika Peters (Olga), Maurice Manson (sindaco), Mort Mills (sceriffo Len Gogarty)

## The Highbinder
- Diretto da: Robert Altman

### Trama
- Guest star: William Yip (Yat Soong), Larry J. Blake (poliziotto), Judy Dan (Ah Yung), Don Haggerty (James Reilly), James Hong (Hatchetman), H. T. Tsiang (Yup Toy)

## Wolfpack
- Diretto da: Leslie Goodwins
- Scritto da: Dick Nelson e William L. Stuart

### Trama
- Guest star: Richard Coogan (Mallory), Susan Crane (Julie Beaumont), Richard Garland (Martin Rain), Robert Burton (Beaumont)

## Fernando
- Diretto da: H. Bruce Humberstone
- Scritto da: Dean Riesner

### Trama
- Guest star: Tim Graham (Paddy Grogan), Harry Bellaver (Corky McCoy), Pat Comiskey (Big Jim Fitzgibbons), Merritt Bohn (Dan Fargo), Nico Minardos (Fernando)

## Blackwater Swamp
- Diretto da: Leslie Goodwins
- Scritto da: Jim Barnett

### Trama
- Guest star: Chuck Essegian (Bob Fanning), Kasey Rogers (Myra Crain), George D. Wallace (John Crain), Robert Colbert (Ben Crain)

## Return to Boot Hill
- Diretto da: Lee Sholem

### Trama
- Guest star: Gary Vinson (Jack Guild), Alan Hewitt (Henry Plummer), Diane McBain (Joan), Hanley Stafford (giudice Lodge)

## Vinegarroon
- Diretto da: William J. Hole
- Scritto da: Warren Douglas

### Trama
- Guest star: Don C. Harvey (Doc), Brad Weston (Jemmy), Eugene Iglesias (Johnny July), Ric Roman (Rufus Buck), Richard Devon (Steve Wyatt), Frank Ferguson (giudice Roy Bean)

## The Corsican
- Diretto da: William J. Hole
- Scritto da: Ric Hardman

### Trama
- Guest star: Mike James (Mark), Robert Wiensko (Satanka), Jacques Aubuchon (Jaubert), Paul Picerni (Gian Paola), Harry Shannon (Henry Shipman), Mala Powers (Roberta Shipman)

## Blue Bonnet Stray
- Diretto da: Leslie Goodwins

### Trama
- Guest star: Robert Wiensko (Ben Tracy), Charles Fredericks (barista), Douglas Kennedy (sceriffo Williams), Dolores Donlon (Vera), Wynn Pearce (Utah Kid), Janet De Gore (Mary Kirk), Alan Baxter (Vance O'Connell)

## The Long Dry
- Diretto da: Leslie Goodwins
- Scritto da: Buckley Angell e Jim Barnett

### Trama
- Guest star: John McCann (Mark Baylor), Robert Armstrong (Big Bill Carmody), Francis McDonald (Jericho Dooley), Jennifer West (Anne Carmody)

## Funeral at Forty Mile
- Diretto da: Leslie Goodwins
- Scritto da: Dick Nelson

### Trama
- Guest star: Donald May (Luke Condon), Kent Taylor (Hank Farragut), John Qualen (Jens Jensen), Louise Fletcher (Julie Frazer)

## The Captive Locomotive
- Diretto da: Leslie Goodwins

### Trama
- Guest star: Horace McMahon (Cameron), Dan Sheridan (Marshal Garrison), Rex Reason (Simon March), Jeanne Cooper (Rachel Barnes)